# Czosnek wonny
Czosnek wonny (Allium ramosum L.) – gatunek byliny z rodziny amarylkowatych. W stanie dzikim występuje na Syberii, w Himalajach i w Chinach.

## Morfologia
KłączePoziome. Na nim osadzone są cebule – pojedynczo lub (rzadziej) parami.
ŁodygaWysokość 30–50 cm.
LiściePłaskie, szerokości 2–4 mm
KwiatyLiczne, białe, złożone w zwarty, baldachokształtny kwiatostan.

## Biologia i ekologia
Bylina, geofit. Siedlisko: łąki i kamieniste zbocza. Kwitnie od lipca do sierpnia.

## Zastosowanie
- Roślina uprawna: w Chinach znana już od ponad dwóch tysięcy lat. Obecnie oprócz Chin największe uprawy posiada Mongolia i Japonia. Rozmnaża się z nasion, do gruntu sadzi się przez rozsadę Można również uprawiać w tunelu foliowym lub szklarni.
- Roślina lecznicza: liście są bogate w witaminę C i fitoncydy. Wspomagają trawienie.
- Sztuka kulinarna: uprawia się dla jadalnych liści, które można ścinać wielokrotnie, jak szczypiorek. Mają delikatny zapach czosnku, używa się ich do zup, sałat, past serowych, żeberek, sufletów